# Пейзаж с мёртвой лошадью
«Пейзаж с мёртвой лошадью» — картина Гюстава Курбе из собрания Государственного Эрмитажа.
На картине изображена лесная дорога, посреди которой лежит окровавленный труп белой лошади и видна со спины фигура убегающего мужчины с мешком в руках. Слева внизу стоит подпись художника: G. Courbet.
Картина считается одной из самых таинственных в творчестве Курбе: абсолютно неясно что произошло — несчастный случай или преступление, по какой причине убегает человек с ношей, почему труп лошади в крови и вообще из-за чего она умерла.
Искусствовед В. Н. Березина отмечала что Курбе в этой картине попытался «противопоставить неприкрашенную, даже грубую действительность идеализму и фальши салонно-академического искусства». Она же связывает стихотворение Шарля Бодлера из сборника «Цветы зла» с картиной его друга Курбе:

Хотя помещённое там стихотворение «Падаль» непосредственно и не связано с содержанием эрмитажной картины, но несомненна близость этих произведений, проявляющаяся в правдивости и бесстрашии, с которыми поэт и живописец показывают эстетически непривлекательные стороны жизни.

Главный научный сотрудник Отдела западноевропейского изобразительного искусства Государственного Эрмитажа, доктор искусствоведения А. Г. Костеневич в своём очерке французского искусства XIX — начала XX века отнёсся к картине довольно скептически:

Таинственно всё настроение картины. Лесная чаща написана широко, свободно. Однако эрмитажному холсту далеко до лучших произведений художника. О колористических достоинствах картины мало что можно сказать: использование битюма сделало её чрезмерно тёмной.

Картина написана во второй половине 1850-х годов и практически сразу была куплена графом Н. А. Кушелевым-Безбородко. После смерти владельца картина, как и все произведения из собрания Кушелева-Безбородко, по завещанию была передана в Музей Академии художеств и вошла там в состав особой Кушелевской галереи, в галерейном каталоге 1868 года числилась под названием «Этюд леса. В лощине мёртвая лошадь»; в 1922 году была передана в Государственный Эрмитаж.